# 아오모리 대학

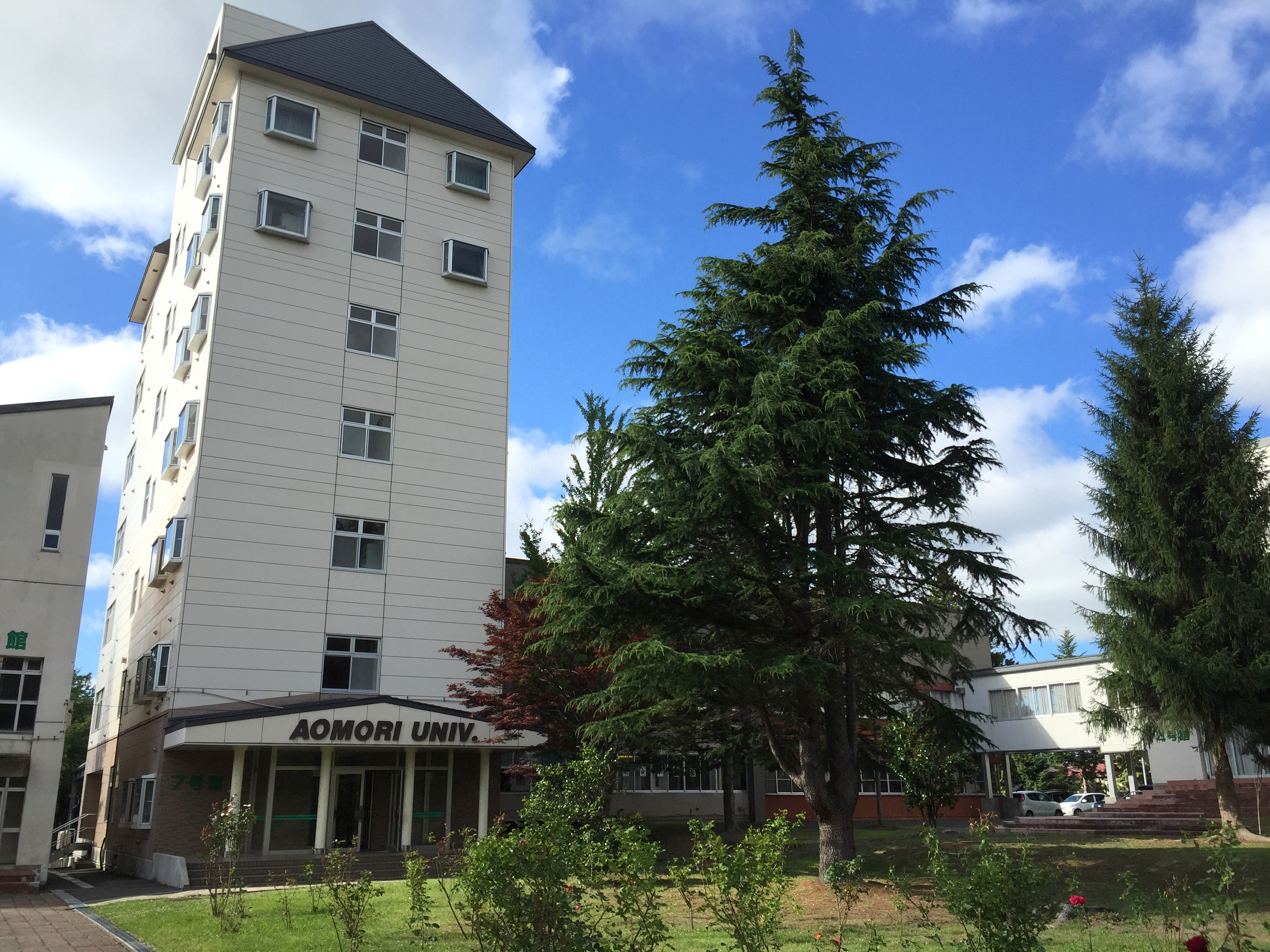

아오모리 대학 (青森大学, Aomori Daigaku)은 아오모리시에 위치한 사립 대학으로, 1968년에 설립되었다. 이 대학은 경영학, 사회학, 소프트웨어 및 정보 기술의 세 가지 주요 연구 분야를 가지고 있다.